# Order Złotego Runa

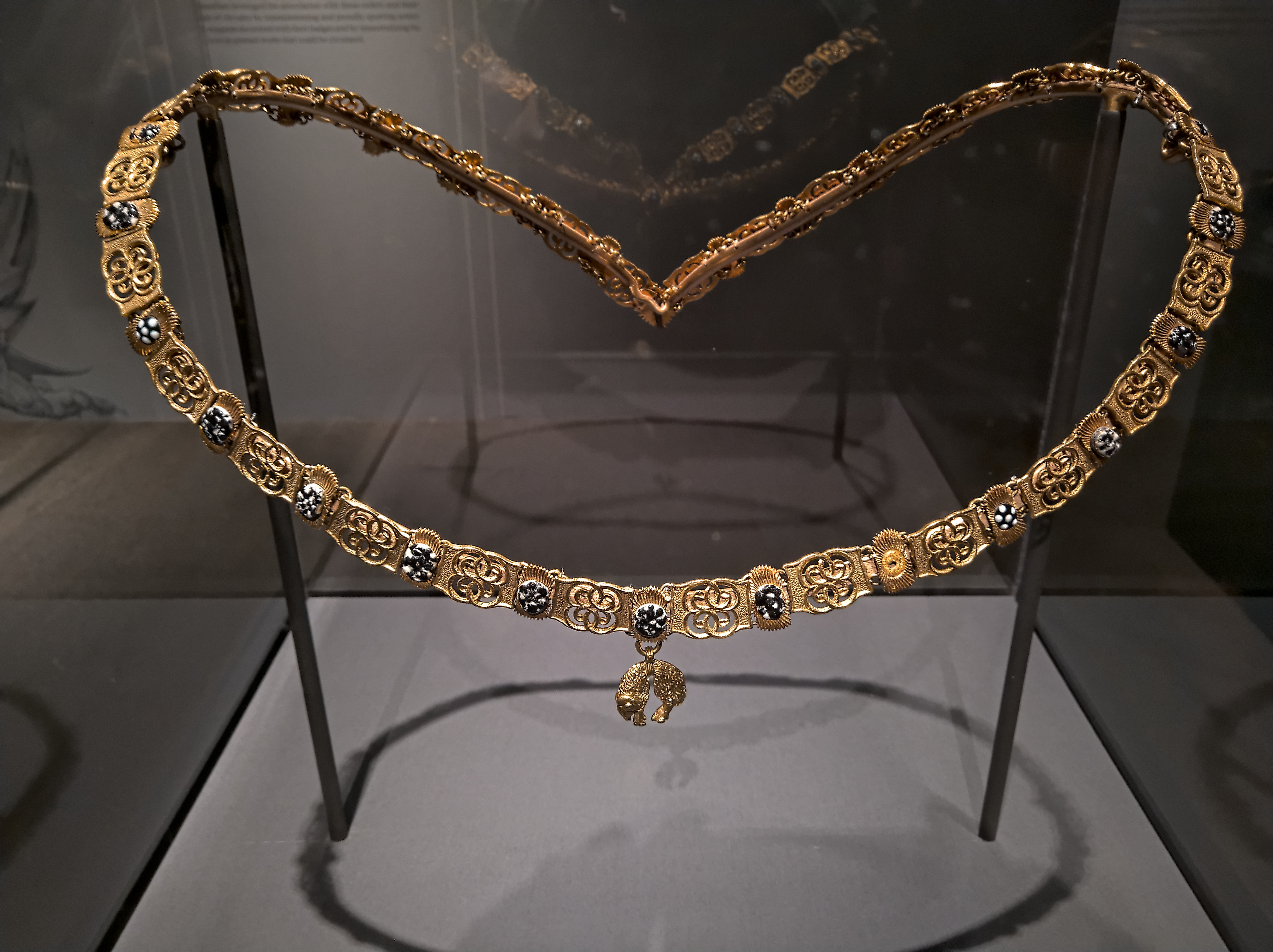
Łańcuch orderu Złotego Runa, wystawa The Last Knight, MET, listopad 2019.

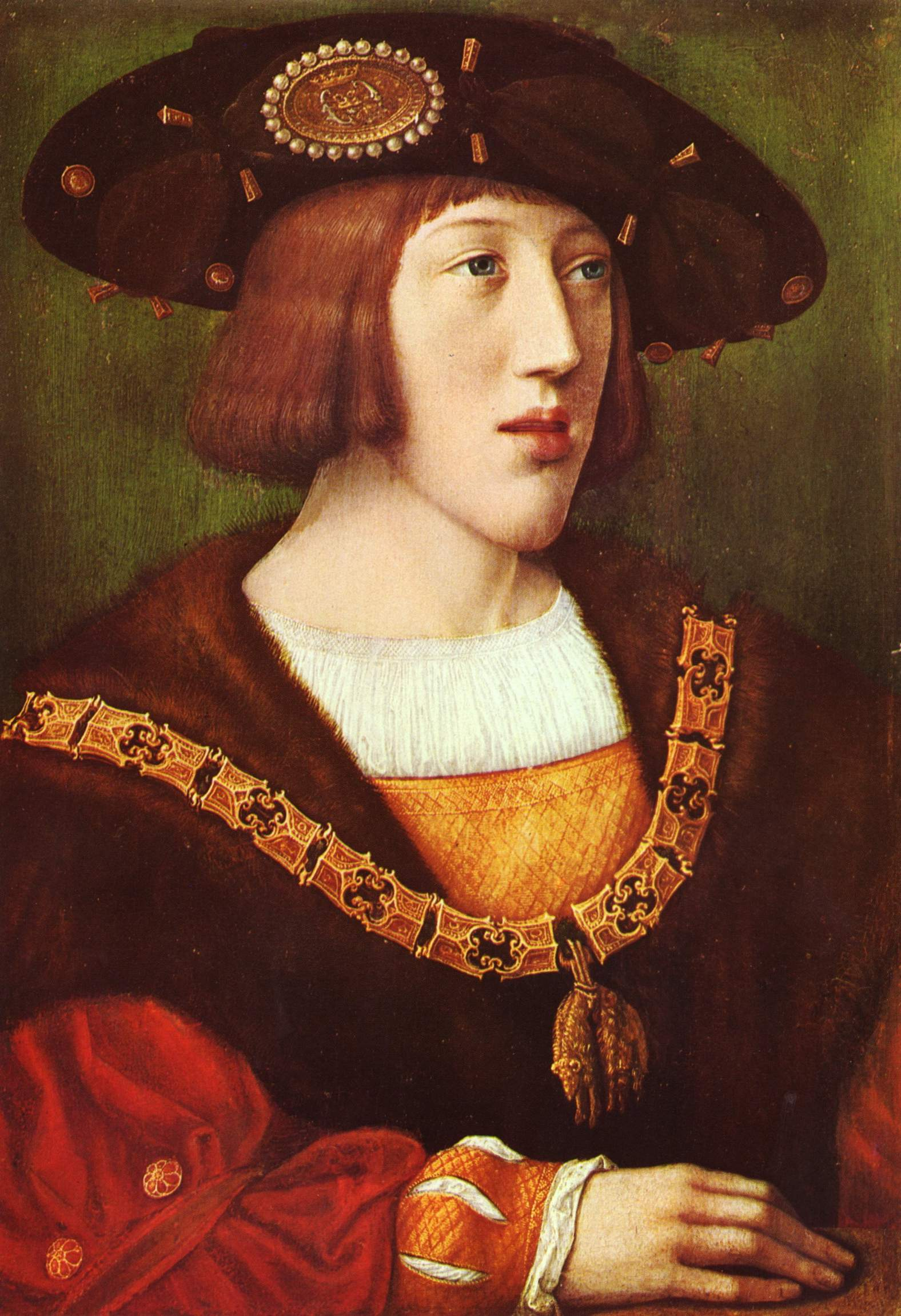
Cesarz Karol V z łańcuchem Złotego Runa

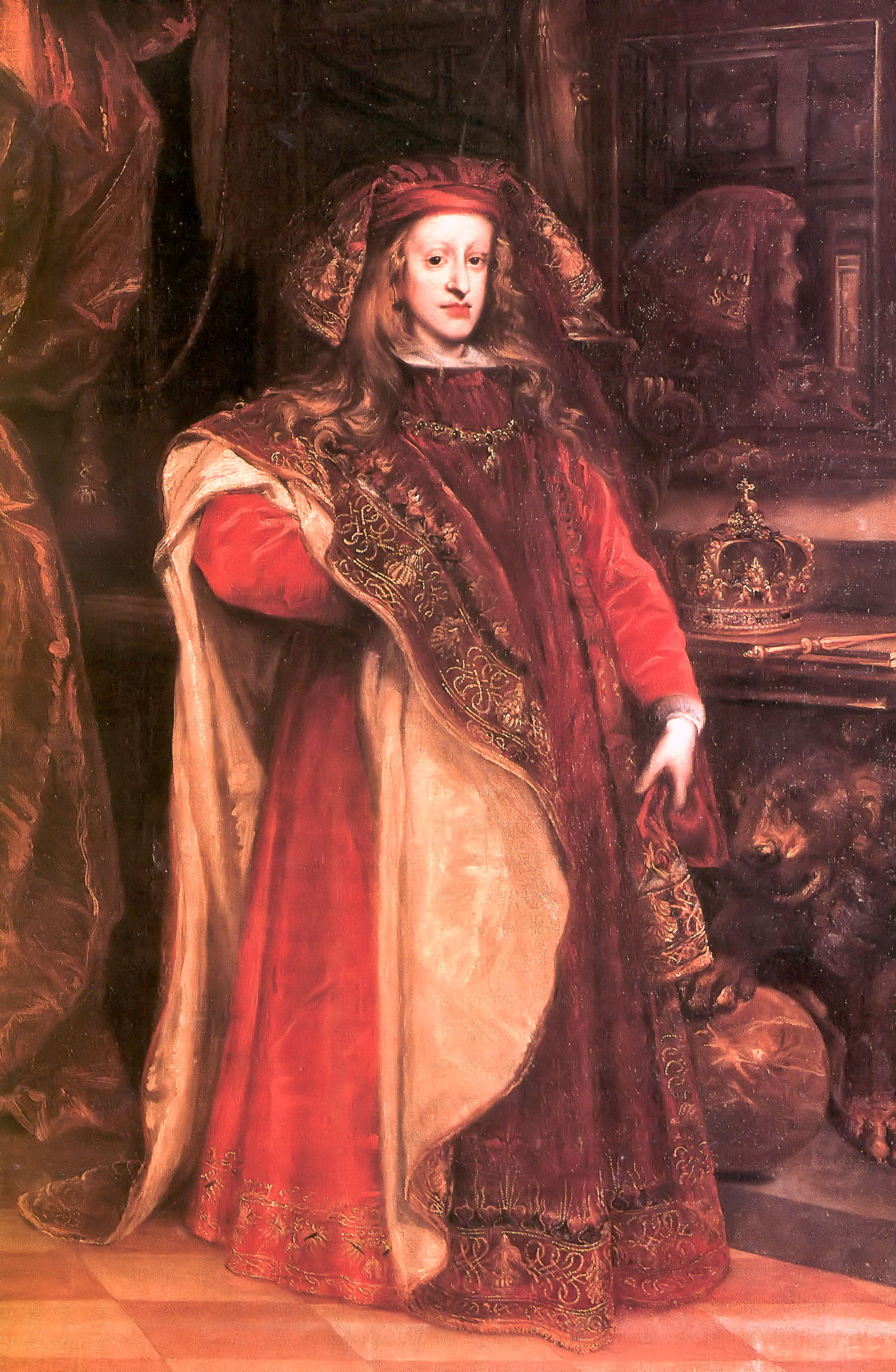
Król Carlos Nawiedzony jako wielki mistrz Orderu Złotego Runa

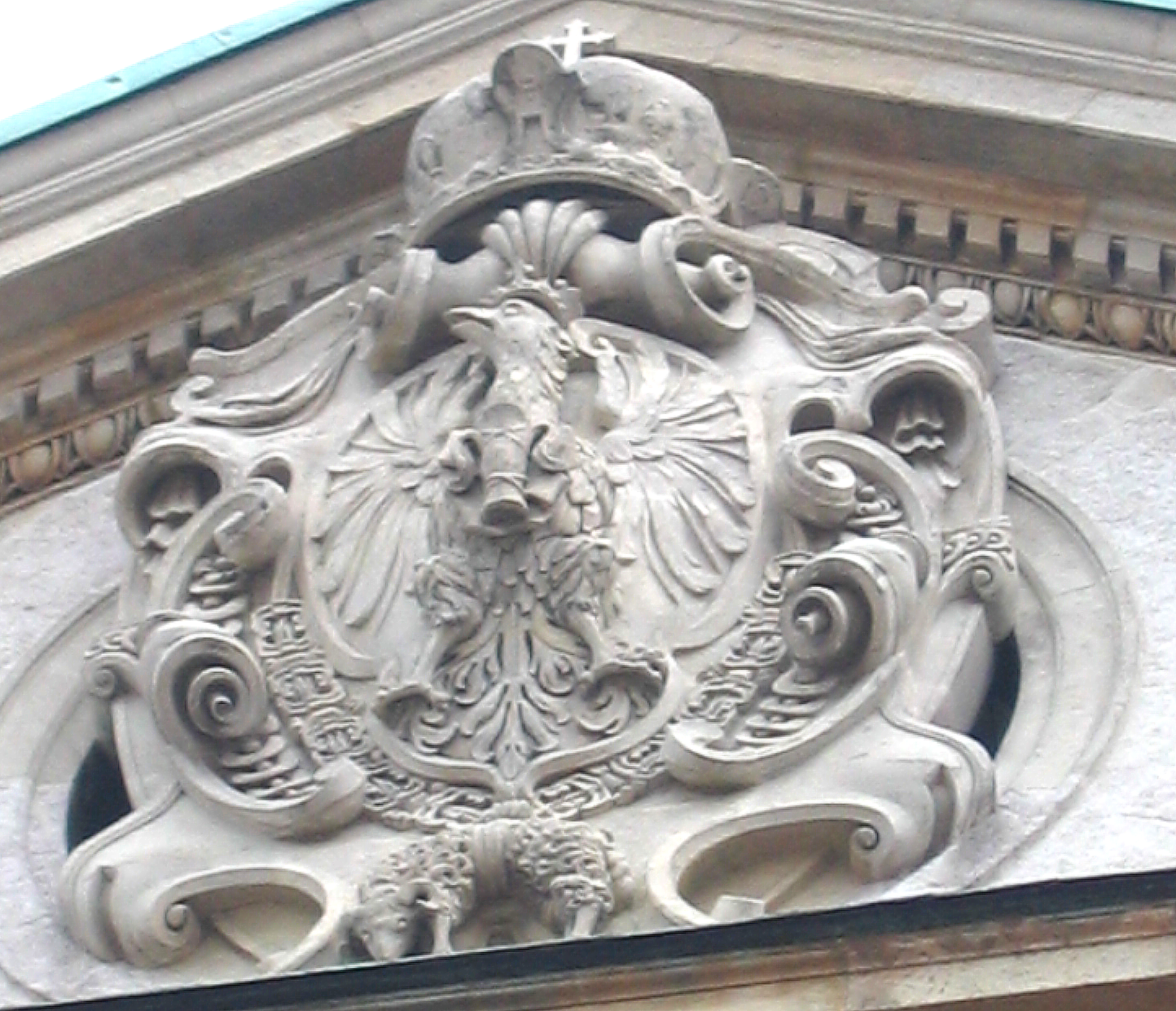
Orzeł Biały godło Korony Królestwa Polskiego otoczony łańcuchem Orderu Złotego Runa, w tarczy sercowej herb Snopek Zygmunta III Wazy

Order Złotego Runa (hiszp. Orden del Toisón de Oro, łac. Ordo Velleris Aurei, niem. Orden vom Goldenen Vlies, fr. Ordre de la Toison d'Or), początkowo: Zakon Złotego Runa – najwyższe odznaczenie państwowe Królestwa Hiszpanii oraz rycerski order domowy byłego austriackiego domu panującego Habsburgów.

## Historia
Zakon założony został jako zakon rycerski 10 stycznia 1430 we flamandzkim mieście Brugia przez księcia Burgundii, Filipa Dobrego, jako Fraternité de chevalerie ou amiable compaignie de la Toison d'Or „na chwałę domu Burgundii, na cześć Najświętszej Maryi Panny i św. Andrzeja, w celu obrony i rozpowszechniania wiary katolickiej, ku krzewieniu cnót i dobrego wychowania”. Po wygaśnięciu dynastii burgundzkiej godność wielkiego mistrza przeszła na cesarza Maksymiliana I, którego wnuk Karol V przekazał ją przy swej abdykacji w 1555 swemu synowi, królowi Hiszpanii Filipowi II, i hiszpańscy Habsburgowie byli do 1700 dziedzicznymi wielkimi mistrzami. Po wygaśnięciu tej gałęzi rodu godność przeszła na cesarza rzymskiego Karola VI. Następcy jego z domu Habsburg-Lothringen są do dziś jako głowy rodu dziedzicznymi wielkimi mistrzami i suwerenami orderu. W latach 1932–2000 był takim szef rodu Otto von Habsburg, od 2000 funkcję pełni jego najstarszy syn arcyksiążę Karol.
Po upadku Austro-Węgier (1918) roszczenia do godności wielkiego mistrza orderu zgłosił król Belgów Albert I Koburg, który uważał, że Złote Runo powinno powrócić do swej burgundzkiej ojczyzny, czyli Flandrii. Możliwość przekazania skarbca orderu i praw do niego Belgii dyskutowano namiętnie na konferencji wersalskiej, ale protest króla Hiszpanii Alfonsa XIII uratował order dla wygnanych Habsburgów. W roku 1953 Republika Austriacka uznała prawo Habsburgów do nadawania Złotego Runa jako orderu domowego.
Następca Habsburgów na tronie hiszpańskim Filip V obwołał się w 1713 wbrew ustaleniom sankcji pragmatycznej wielkim mistrzem hiszpańskiego Orderu Złotego Runa, który w 1847 przybrał charakter odznaczenia dynastycznego i nadawany być może osobom pochodzenia nieszlacheckiego i religii niekatolickiej. Nadawany był także w czasie krótkotrwałego panowania Józefa Bonaparte, który go nadał głównie członkom swej rodziny. Po wstąpieniu na tron Ferdynanda VII (1813) wszystkie nadania Józefa Bonapartego zostały anulowane, jedynie Eugeniusz de Beauharnais zachował order. Pierwszym protestantem, który otrzymał order, był książę Wellington. Order nadawał także król Amadeusz I Sabaudzki (9 nadań). Z przerwą w latach 1932–1975 (przy czym paru nadań dokonał w latach 60. XX wieku dziadek obecnego króla Filipa VI, wygnany Don Juan de Borbón) order (Orden del Toisón de Oro) jest najwyższym odznaczeniem Hiszpanii. Wielkim mistrzem jest król Filip VI. Obecnie order ma 17 kawalerów (głównie głowy koronowane), wśród nich trzech niechrześcijan: cesarza Japonii Akihito, króla Tajlandii Bhumibola i króla Arabii Saudyjskiej Abdullah bin Abdulaziz Al Sauda. Jedyną osobą, która posiada oba ordery, habsburski i hiszpański, jest były król Belgii Albert II.
Nazwa i insygnia orderu symbolizują, nawiązując do wyprawy Jazona do Kolchidy, rycerskie dążenie do osiągnięcia wysokich celów.
Order do dziś dnia posiada oficjałów (urzędników kapituły): Herolda, Króla Herbów (Roy d'Armes) i Kanclerza. W pierwszych wiekach istnienia Orderu Złotego Runa nowo mianowani kawalerowie musieli w chwili jego otrzymania odesłać wszystkie inne ordery, które posiadali. Nakaz zniesiono dopiero w XIX wieku.

## Członkostwo (order habsburski)
Członków mianować może tylko aktualny szef zakonu-orderu. Mogą nimi być tylko mężczyźni, którzy muszą wyznawać religię katolicką, mieć nieskazitelną reputację oraz wykazać się szlacheckim pochodzeniem od ośmiu pokoleń po mieczu i po kądzieli. Następca tronu Austro-Węgier stawał się rycerzem Złotego Runa w chwili narodzin, inni arcyksiążęta otrzymywali insygnia po uzyskaniu pełnoletniości (w wieku lat 18). Od 1421 do chwili obecnej nadano order około 1282 osobom. Spośród królów polskich otrzymał go jako jeden z pierwszych Zygmunt III Waza, stąd widzimy łańcuch Zakonu Złotego Runa okalający herb królewski na wieży Zamku Królewskiego w Warszawie.

## Insygnia
Złote Runo nie dzieli się na klasy. Jako jedyny spośród wysokich odznaczeń europejskich nie ma gwiazdy ani wstęgi orderowej. Insygnium austriackie to zawieszona na złotym pierścieniu podobizna złotej skóry baranka z głową zwróconą na prawo i z widocznymi czterema nogami. Pierścień z kolei wisi na okrągłym czarnym lub niebieskim szlachetnym kamieniu (symbolu krzesiwa, skałki lub krzemienia), z którego z obu stron wychodzą złote, czerwono emaliowane promienie; nad nimi zaś góruje złota agrafa, w dolnej części której przedstawiona jest walka Jazona ze smokiem, zaś w górnej umieszczona jest dewiza dynastii burgundzkiej PRETIUM LABORUM NON VILE.
Insygnium hiszpańskie nie posiada na agrafie reliefu z walką Jazona ze smokiem ani dewizy burgundzkiej.
Order Złotego Runa noszony jest na szyi na ciemnoczerwonej wstędze lub na łańcuchu orderowym, który składa się z 28 emaliowanych na czarno owalnych „krzesiw”, z których po obu stronach wychodzą stylizowane wiązki płomieni i z 28 złotych pierścieni.
| Odmiana austriacka      | Odmiana hiszpańska        | Odmiana hiszpańska               |
|                         |                           |                                  |
| Odznaka kawalera orderu | Odznaka wielkiego mistrza | Odznaka kawalera lub damy orderu |

|                                                       |
| Łańcuch Orderu Złotego Runa (austriacki i hiszpański) |

## Odznaczeni (lista niepełna)
Order habsburski (XV–XX wiek – 1282 nadania)
- Jan Luksemburski[2]
- Franciszek Józef II[2]
- Jan Adam II Liechtenstein[2]
- Karol Maria Wirtemberski[2]
- Albert Bawarski[2]

Order hiszpański (XVIII–XX wiek – 1177 nadań)
- Leopold III Koburg[2]
- Humbert II[2]
- Hirohito[2]
- Baldwin I Koburg[2]
- Konstantyn I Grecki[2]

### Polscy kawalerowie Orderu Złotego Runa
Order habsburski:
- Zygmunt I Stary
- Zygmunt II August
- Zygmunt III Waza
- Władysław IV
- Jan Kazimierz
- Michał Korybut Wiśniowiecki
- Jakub Sobieski
- August II Mocny
- August III Sas
- Teodor Józef Lubomirski
- Adam Kazimierz Czartoryski
- Antoni Lanckoroński
- Karol Michał Lanckoroński
- Alfred Józef Potocki
- Adam Stanisław Sapieha
- Eustachy Stanisław Sanguszko
- Karol Antoni Lanckoroński
- Andrzej Kazimierz Potocki
- Roman Potocki (to nadanie orderu przez cesarza Franciszka Józefa w 1908 było ostatnim nadaniem dla Polaka[3])

Order hiszpański:
- Jan Stanisław Jabłonowski
- Jan Klemens Branicki (hetman)